# Leisure
A Leisure az angol Blur együttes első albuma. A lemez 1991. augusztus 26-án jelent meg Egyesült Királyságban, és 7. lett az angol listán. Az USA-ban egy hónappal később adták ki, eltérő dalokkal. Az album aranylemez lett az Egyesült Királyságban.
Az lemez U.S. verziójára a Bang helyett egy b-side, az I know került fel. A Sing című dal a Trainspotting filmzenei albumán is megtalálható.

## Dalok
- UK kiadás

1. She's So High – 4:45
2. Bang – 3:36
3. Slow Down – 3:11
4. Repetition – 5:25
5. Bad Day – 4:23
6. Sing – 6:00
7. There's No Other Way – 3:23
8. Fool – 3:15
9. Come Together – 3:51
10. High Cool – 3:37
11. Birthday – 3:50
12. Wear Me Down – 4:49

- US kiadás

1. She's So High
2. There's No Other Way
3. Bang
4. I Know
5. Slow Down
6. Repetition
7. Bad Day
8. High Cool
9. Come Together
10. Fool
11. Birthday
12. Wear Me Down

- Japán kiadás

1. She's So High
2. There's No Other Way
3. Bang
4. I Know
5. Slow Down
6. Repetition
7. Bad Day
8. Sing
9. High Cool
10. Come Together
11. Inertia
12. Mr. Briggs
13. Fool
14. Birthday
15. Wear Me Down

## Production Credits
- She's So High and I Know
- Fool, Birthday and Wear Me Down
- Sing, Inertia and Mr. Briggs
- There's No Other Way, Bang, Slow Down, Repetition, Bad Day, High Cool and Come Together